# Henriettea angustifolia
Henriettea angustifolia är en tvåhjärtbladig växtart som beskrevs av Otto Karl Berg och José Jéronimo Triana. Henriettea angustifolia ingår i släktet Henriettea och familjen Melastomataceae. Inga underarter finns listade i Catalogue of Life.